# ラマズ・ハルシラーゼ
ラマズ・ハルシラーゼ（Ramaz Kharshiladze  1951年1月16日 - ）は、旧ソ連のグルジア・シダ・カルトリ州出身の柔道選手。階級は軽重量級。身長182cm。体重95kg。

## 人物
1975年の世界選手権軽重量級では3位となった。1976年モントリオールオリンピックでは決勝で二宮和弘に大外刈で有効を取られて敗れたものの銀メダルを獲得した。。1979年のプレオリンピック95kg級では優勝を飾ったものの、翌年の1980年モスクワオリンピックにはテンギズ・フブルーリとの代表争いに敗れて出場できなかった。地元のグルジアで開催されていたソ連国際では計6回の優勝を果たした。

## 主な戦績
軽重量級での戦績
- 1971年 - ヨーロッパジュニア　2位
- 1973年 - ソ連国際　優勝
- 1974年 - ポーランド国際　優勝
- 1975年 - ソ連国際　優勝
- 1975年 - 世界選手権　3位
- 1976年 - ソ連国際　優勝
- 1976年 - フランス国際　優勝
- 1976年 - モントリオールオリンピック　2位

95kg級での戦績
- 1978年 - ソ連国際　優勝
- 1979年 - ソ連国際　優勝
- 1979年 - プレオリンピック　優勝
- 1980年 - ヨーロッパ選手権　3位
- 1981年 - ソ連国際　優勝